# Giovanni Veronesi
Giovanni Veronesi (Prato, 31 agosto 1962) è uno sceneggiatore, regista, conduttore radiofonico e attore italiano, fratello dello scrittore Sandro Veronesi.

## Biografia

### Carriera
Giovanni Veronesi ha scritto sceneggiature per Carlo Verdone, Francesco Nuti, Leonardo Pieraccioni e Massimo Ceccherini, facendo anche qualche cameo nei film che sceneggiava per loro, prima di raggiungere il successo come regista con Che ne sarà di noi, Manuale d'amore, Manuale d'amore 2 - Capitoli successivi, Italians, Genitori & figli - Agitare bene prima dell'uso e Manuale d'amore 3.
Dal giugno 2014 conduce su Radio 2, insieme a Massimo Cervelli, il programma Non è un paese per giovani. In un'intervista del 2015, ha dichiarato che il regista Mario Monicelli era stato un modello e "un faro illuminante" della sua carriera artistica, in modo particolare per la pellicola Amici miei. Nel 2018 è uscito Moschettieri del re - La penultima missione, commedia che vede come protagonisti i moschettieri D’Artagnan, Porthos, Aramis e Athos.. Il seguito di quel film, Tutti per 1 - 1 per tutti non è stato distribuito nelle sale a causa della pandemia di Covid-19. Del 2024 è il suo film Romeo è Giulietta.

### Vita privata
Giovanni Veronesi è legato all'attrice italiana Valeria Solarino.

## Filmografia

### Regista

#### Lungometraggi
- Maramao (1987)
- Per amore, solo per amore (1993)
- Silenzio... si nasce (1996)
- Il barbiere di Rio (1996)
- Viola bacia tutti (1998)
- Il mio West (1998)
- Streghe verso nord (2001)
- Che ne sarà di noi (2004)
- Manuale d'amore (2005)
- Manuale d'amore 2 - Capitoli successivi (2007)
- Italians (2009)
- Genitori & figli - Agitare bene prima dell'uso (2010)
- Manuale d'amore 3 (2011)
- L'ultima ruota del carro (2013)
- Una donna per amica (2014)
- Non è un paese per giovani (2017)
- Moschettieri del re - La penultima missione (2018)
- Tutti per 1 - 1 per tutti (2020)
- Romeo è Giulietta (2024)
- La valanga azzurra (2024)

#### Videoclip
- Elisa - Eppure sentire (un senso di te)  (2007)
- Negramaro - Meraviglioso (2008)
- Elisa - Ecco che (2013)
- Gianna Nannini - Inno (2013)
- Negramaro - Un amore così grande (2014)
- Negramaro - Lo sai da qui (2016)

### Sceneggiatore
- Tutta colpa del paradiso, regia di Francesco Nuti (1985)
- Stregati, regia di Francesco Nuti (1986)
- Maramao, regia di Giovanni Veronesi (1987)
- Caruso Pascoski (di padre polacco), regia di Francesco Nuti (1988)
- Willy Signori e vengo da lontano, regia di Francesco Nuti (1990)
- Donne con le gonne, regia di Francesco Nuti (1991)
- Vacanze di Natale '91, regia di Enrico Oldoini (1991)
- Anni 90, regia di Enrico Oldoini (1992)
- Amami, regia di Bruno Colella (1992)
- Per amore, solo per amore, regia di Giovanni Veronesi (1993)
- OcchioPinocchio, regia di Francesco Nuti (1994)
- Uomini uomini uomini, regia di Christian De Sica (1995)
- I laureati, regia di Leonardo Pieraccioni (1995)
- 3, regia di Christian De Sica (1996)
- Il barbiere di Rio, regia di Giovanni Veronesi (1996)
- Il ciclone, regia di Leonardo Pieraccioni (1996)
- Silenzio... si nasce, regia di Giovanni Veronesi (1996)
- Cinque giorni di tempesta, regia di Francesco Calogero (1997)
- Fuochi d'artificio, regia di Leonardo Pieraccioni (1997)
- Viola bacia tutti, regia di Giovanni Veronesi (1998)
- Il mio west, regia di Giovanni Veronesi (1998)
- I fobici, regia di Giancarlo Scarchilli (1999)
- Lucignolo, regia di Massimo Ceccherini (1999)
- Il pesce innamorato, regia di Leonardo Pieraccioni (1999)
- C'era un cinese in coma, regia di Carlo Verdone (2000)
- Faccia di Picasso, regia di Massimo Ceccherini (2000)
- Streghe verso nord, regia di Giovanni Veronesi (2001)
- Il principe e il pirata, regia di Leonardo Pieraccioni (2001)
- La mia vita a stelle e strisce, regia di Massimo Ceccherini (2003)
- Il paradiso all'improvviso, regia di Leonardo Pieraccioni (2003)
- Che ne sarà di noi, regia di Giovanni Veronesi (2004)
- Manuale d'amore, regia di Giovanni Veronesi (2005)
- Ti amo in tutte le lingue del mondo, regia di Leonardo Pieraccioni (2005)
- Manuale d'amore 2 - Capitoli successivi, regia di Giovanni Veronesi (2007)
- Una moglie bellissima, regia di Leonardo Pieraccioni (2007)
- Italians, regia di Giovanni Veronesi (2009)
- Io & Marilyn, regia di Leonardo Pieraccioni (2009)
- Genitori & figli - Agitare bene prima dell'uso, regia di Giovanni Veronesi (2010)
- Manuale d'amore 3, regia di Giovanni Veronesi (2011)
- Finalmente la felicità, regia di Leonardo Pieraccioni (2011)
- L'ultima ruota del carro, regia di Giovanni Veronesi (2013)
- La brutta copia,  regia di Massimo Ceccherini (2013)
- Una donna per amica, regia di Giovanni Veronesi (2014)
- Il professor Cenerentolo, regia di Leonardo Pieraccioni (2015)
- Non è un paese per giovani, regia di Giovanni Veronesi (2017)
- Moschettieri del re - La penultima missione, regia di Giovanni Veronesi (2018)
- Tutti per 1 - 1 per tutti, regia di Giovanni Veronesi (2020)
- Si vive una volta sola, regia di Carlo Verdone (2021)
- Romantiche, regia di Pilar Fogliati (2023)
- Romeo è Giulietta, regia di Giovanni Veronesi (2024)

### Attore
- Madonna che silenzio c'è stasera, regia di Maurizio Ponzi (1982)
- Una gita scolastica, regia di Pupi Avati (1983)
- Tutta colpa del paradiso, regia di Francesco Nuti (1985)
- Caruso Pascoski di padre polacco, regia di Francesco Nuti (1988)
- Willy Signori e vengo da lontano, regia di Francesco Nuti (1990)
- Faccia di Picasso, regia di Massimo Ceccherini (2000)
- Fughe da fermo, regia di Edoardo Nesi (2001)
- Ti amo in tutte le lingue del mondo, regia di Leonardo Pieraccioni (2005)
- La divina cometa, regia di Mimmo Paladino (2022)
- Felicità, regia di Micaela Ramazzotti (2023)

### Televisione
- Maledetti amici miei (2019) – programma TV, Rai 2

## Riconoscimenti
- David di Donatello
  - 2005 - canditatura per il miglior film per Manuale d'amore.
  - 2005 - candidatura per la migliore sceneggiatura per Manuale d'amore[7].
- Nastri d'Argento
  - 2006 - candidatura per il regista del miglior film italiano per Manuale d'amore
  - 2006 - candidatura per la migliore sceneggiatura per Manuale d'amore

- 2014 - Premio Mario Monicelli dalla Fondazione Grosseto Cultura e curato da Mario Sesti e Jacopo Mosca[8][9].